# Ribeiro de Frades
O ribeiro de Frades é uma ribeira de Portugal afluente do Rio Vez.
Pertence à bacia hidrográfica do rio Lima e à região hidrográfica do Minho e Lima.
Tem um comprimento aproximado de 5,4 km e uma área de bacia de aproximadamente 15,3 km².